# Samuel West
Samuel "Sam" West, född 19 juni 1966 i London, är en brittisk skådespelare och regissör. Han använder sig i vissa sammanhang av namnet Sam West. Han är son till skådespelarna Timothy West och Prunella Scales.
West, som är utbildad vid universitetet i Oxford, har gjort sig känd för sina tolkningar av Hamlet och Richard II under sin tid med The Royal Shakespeare Company. I Sverige och internationellt är han dock förmodligen främst känd som Leonard Bast i filmen Howards End (1992) samt som Victor Frankenstein i filmen Van Helsing (2004).
Spelar Siegfried Farnon i nyinspelningen av I vår herres hage. 

## Filmografi i urval
- 1989 - Prins Caspian och skeppet Gryningen
- 1992 - Howards End
- 1995 - Carrington
- 1995 - Övertalning
- 1995 - Zoya
- 1996 - Jane Eyre
- 1997 - The Ripper
- 1999 - Notting Hill
- 2003 - 101 Dalmatians II: Patch's London Adventure
- 2004 - Van Helsing
- 2012 - Hyde Park on Hudson
- 2013 - Mr Selfridge
- 2015 - Suffragette
- 2015 – The Eichmann Show (TV-film)
- 2016 - The Hollow Crown
- 2019 – The Crown (TV-serie)
- 2019 - The Gentlemen
- 2020–  – I vår herres hage (TV-serie)